# Roald Jensen
Roald "Kniksen" Jensen (11. januar 1943 - 6. oktober 1987) var en norsk fodboldspiller (midtbane) fra Bergen.
Jensen var på klubplan tilknyttet henholdsvis SK Brann i hjembyen Bergen samt skotske Hearts. Han var med til at sikre Brann det norske mesterskab i 1963. Han var den første ikke-britiske spiller i Hearts' historie.
Jensen spillede desuden 31 kampe og scorede fem mål for Norges landshold. Hans første landskamp var et opgør mod Østrig 22. juni 1960, hans sidste en EM-kvalifikationskamp mod Ungarn 27. oktober 1971.
Jensen døde af et hjerteanfald i 1987, mens han spillede en oldboyskamp for Brann. Han blev 44 år. Den årlige pris som årets fodboldspiller i Norge hedder Kniksenprisen efter Jensens kælenavn.

## Titler
Tippeligaen
- 1963 med SK Brann